# Tapmokjaure (Jokkmokks socken, Lappland, 740530-170505)
Tapmokjaure är en sjö i Jokkmokks kommun i Lappland och ingår i Luleälvens huvudavrinningsområde.